# NGC 7201
NGC 7201 ist eine Spiralgalaxie vom Hubble-Typ Sa im Sternbild Piscis Austrinus am Südsternhimmel. Sie ist schätzungsweise 199 Millionen Lichtjahre von der Milchstraße entfernt und hat einen Durchmesser von etwa 95.000 Lj.
Im selben Himmelsareal befinden sich u. a. die Galaxien NGC 7172, NGC 7176, NGC 7203, NGC 7204.
Das Objekt wurde am 27. September 1834 von John Herschel entdeckt.